# Autostrada 20 (Izrael)
Autostrada 20 (hebr.: כביש 10) – autostrada położona w aglomeracji miejskiej Gusz Dan, w Izraelu. Jest ona powszechnie znana jako Autostrada Ajjalon (hebr.: נתיבי איילון). Przechodzi ona przez obszar centrum Tel Awiwu i łączy wszystkie główne autostrady przechodzące przez ten rejon: nr 1 , nr 2 , nr 4  i nr 5 .
Autostrada jest bardzo mocno obciążona ruchem samochodowym (około 750 tys. samochodów dziennie). Pomiędzy jej wielojezdniowymi trasami biegnie linia kolejowa Rakewet Jisra’el z kilkoma stacjami.

## Historia budowy

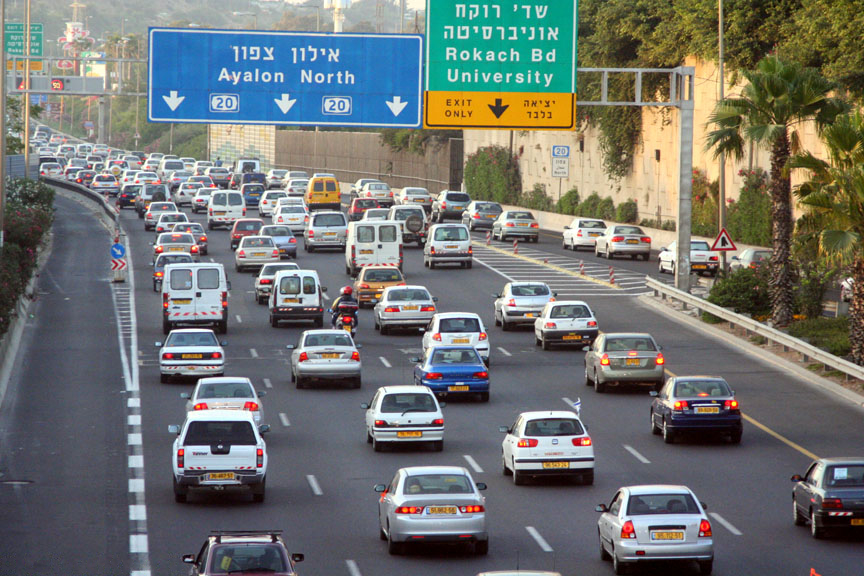

Przed wybudowaniem autostrady Ajjalon, wszystkie główne autostrady i drogi ekspresowe kończyły się na przedmieściach Tel Awiwu. W wyniku tego, na wjazdach do miasta powstawały wielkie korki uliczne i przejazd przez miasto był bardzo ciężki. Dodatkowo, Tel Awiw posiadał dwie stacje kolejowe - jedną na północy, a drugą na południu. Nie były one ze sobą połączone i pasażerowie musieli przejeżdżać pomiędzy stacjami korzystając z autobusów publicznego transportu miejskiego. Kolejnym problemem była rzeka Ajjalon, która okresowo wylewała powodując powodzie na przedmieściach Tel Awiwu.
Aby rozwiązać te wszystkie problemy, w latach 50. XX wieku pojawił się pomysł budowy ciągu komunikacyjnego położonego wzdłuż koryta rzeki Ajjalon. Rządowy projekt budowy powstał na początku lat 60. Do budowy nowej autostrady powołano w latach 70. przedsiębiorstwo rządowe Ajjalon Highways Ltd.
W pierwszej kolejności przeprowadzono regulację koryta rzeki Ajjalon, aby przeciwdziałać jej wylewom w przyszłości. W 1982 otworzono pierwszy odcinek autostrady. Pośrodku autostrady wybudowano linię kolejową z czterema stacjami, które połączyły północną z południową siecią kolejową Izraela. Na początku lat 90. rozpoczęto budowę południowego odcinka autostrady.

## Wpływ drogi

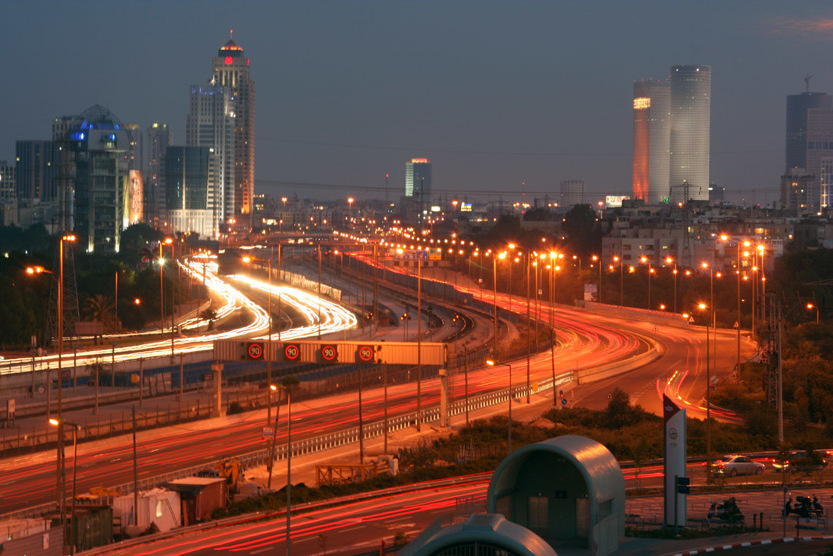

Nowa autostrada razem z nową linią kolejową wywarły wielki wpływ na rozwój całego regionu Tel Awiwu, a nawet całej aglomeracji miejskiej Gusz Dan. Zwiększyła się przepustowość dróg i zmalała liczba korków ulicznych. Wzdłuż autostrady powstały liczne biurowce, centra handlowe i biznesowe. Rakewet Jisra’el odnotowuje olbrzymi wzrost ilości pasażerów poruszających się pomiędzy kluczowymi stacjami Tel Awiwu. Autostrada odgrywa zasadniczą rolę w komunikacji miasta.

## Plany budowy

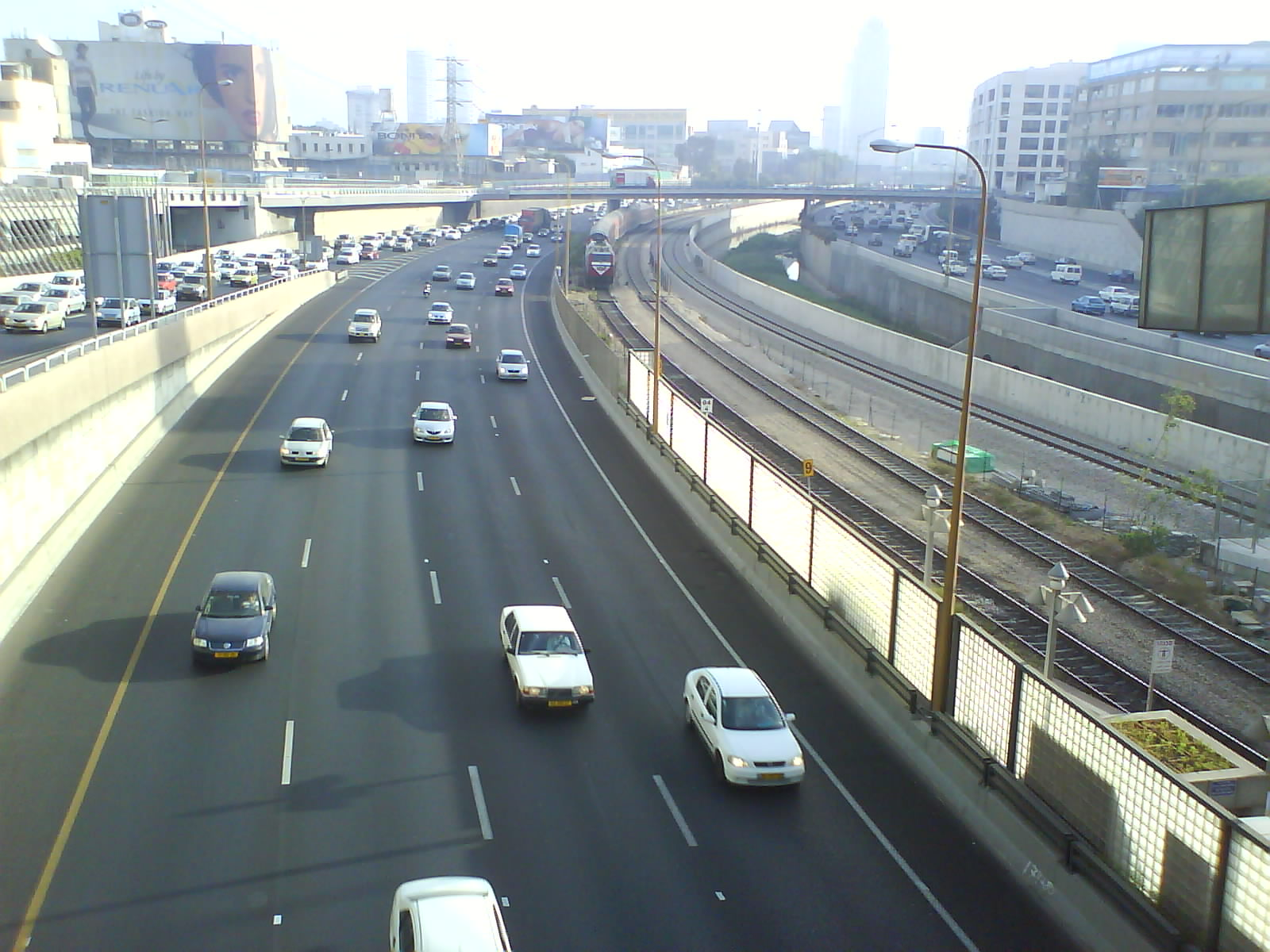

Obecnie trwają prace budowlane przy budowie węzłów drogowych na południowym i północnym odcinku autostrady. Planuje się w przyszłości wydłużenie autostrady na północ, do kibucu Szefajim.
Długoterminowe plany przewidują wydłużenie autostrady aż do miasta Hadera na północy.